# 진운성
진운성(1964년 12월 12일 ~ )은 대한민국의 배우이다. KBS 15기 공채 탤런트로 선발되었다.

## 출연작

### 드라마
- 《이것은 실화다》 (2015년, TV조선)
- 《광개토태왕》 (2011년, KBS1) - 운성 역
- 《근초고왕》 (2010년, KBS1) - 동진 사신 역
- 《솔약국집 아들들》 (2009년, KBS2) - 솔소아과 간판을 달아주려는 남자 역
- 《위대한 캣츠비》 (2007년, tvn)
- 《대조영》 (2006년, KBS1) - 방효태 역
- 《불멸의 이순신》 (2004년, KBS1) - 짝보 역
- 《무인시대》 (2003년, KBS1)
- 《태조 왕건》 (2000년, KBS1) - 종회 역
- 《왕과 비》 (1998년, KBS1)
- 《용의 눈물》 (1996년, KBS1) - 내관 역
- 《서궁》 (1995년, KBS2) - 이정표 역
- 《남자 만들기》 (1995년, KBS2) - 안상만 훈련병 역
- 《폴리스》 (1994년, KBS2)